# Pakt wileński

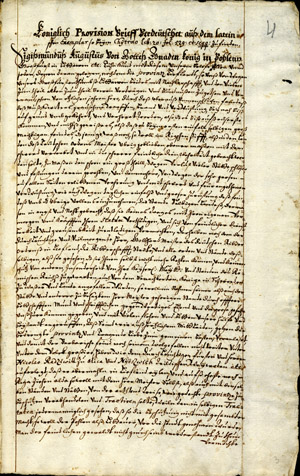
Tekst Paktu w języku niemieckim

Pakt wileński – drugi układ pomiędzy arcybiskupem ryskim Wilhelmem Hohenzollernem, landmistrzem Gotthardem Kettlerem i stanami inflanckimi, zawarty 28 listopada 1561 roku, na mocy którego Inflanty poddały się Zygmuntowi II Augustowi jako królowi polskiemu i wielkiemu księciu litewskiemu. 
Księstwo Inflanckie formalnie przyłączono do Wielkiego Księstwa Litewskiego. Tylko Ryga uchyliła się od zawarcia traktatu, ponieważ żądała bezwarunkowego poddania się Polsce, ponieważ uważała, że Litwa nie jest w stanie ochronić jej interesu. Król przyrzekł, że na najbliższym sejmie koronnym przeprowadzi przyłączenie Inflant do Polski, zagwarantował wolność wyznania i dotychczasowe prawa, prerogatywy i swobody. Namiestnikiem królewskim został Kettler i otrzymał w dziedziczne lenno Inflanty na lewym brzegu Dźwiny (księstwo lenne). W konsekwencji paktu przeprowadzono sekularyzację zakonu. Rygę i resztę Inflant wcielono do Polski jako Księstwo Zadźwińskie (formalnie od 1566).
Pierwszy pakt wileński zawarto 31 sierpnia 1559 roku między zakonem kawalerów mieczowych a Litwinami. Na jego mocy mistrz zakonu Gotthard Kettler oddawał całe Inflanty pod ochronę Zygmunta Augusta in fidem, clientelam et proprietatem, który ze swej strony przejmował w imieniu własnym i swoich następców obronę przed Moskwą oraz otrzymywał jako rekompensatę zwrot kosztów wojny. Jako poręczenie zwrotu tych kosztów zakon oddał królowi południowo-wschodnią część kraju „od Drui do Aszerady (Ascheraden)”, z zamkami Dyneburgiem, Lucynem, Rzeżycą, Zelburgiem i Bawskiem oraz należącymi do tych zamków ziemiami i prawem wykupu za 100 tys. złotych. Podobnie arcybiskup odstąpił królowi zamki Marienhausen i Lenewarth z prawem wykupu za 100 tys. złotych. Sojusz miał zabezpieczyć Liwonię przed zagrożeniem ze strony Moskwy, jednak pomimo pomocy Mikołaja Radziwiłła Kettler nie był w stanie zapobiec okupacji większości Liwonii przez wojska moskiewskie, co wywoływało niezadowolenie z litewskiej pomocy. Na skutek tego biskup ozylijski Johannes V von Münchhausen sprzedał w czerwcu 1559 roku królowi duńskiemu Fryderykowi terytorium biskupie (większa część wysp Ozylia i Dago oraz zachodnia część północnej Estonii). Podobnie Rewel oddał się pod ochronę Szwecji. Z powodu nieudolności Litwinów w obronie ich kraju stany inflanckie z landmistrzem Kettlerem, arcybiskupem Wilhelmem i miastem Rygą postanowiły w 1561 roku zawrzeć nowy pakt tym razem rozszerzony o Koronę Królestwa Polskiego.
Układ wileński zaowocował wybuchem północnej wojny siedmioletniej.